# Peter Andre

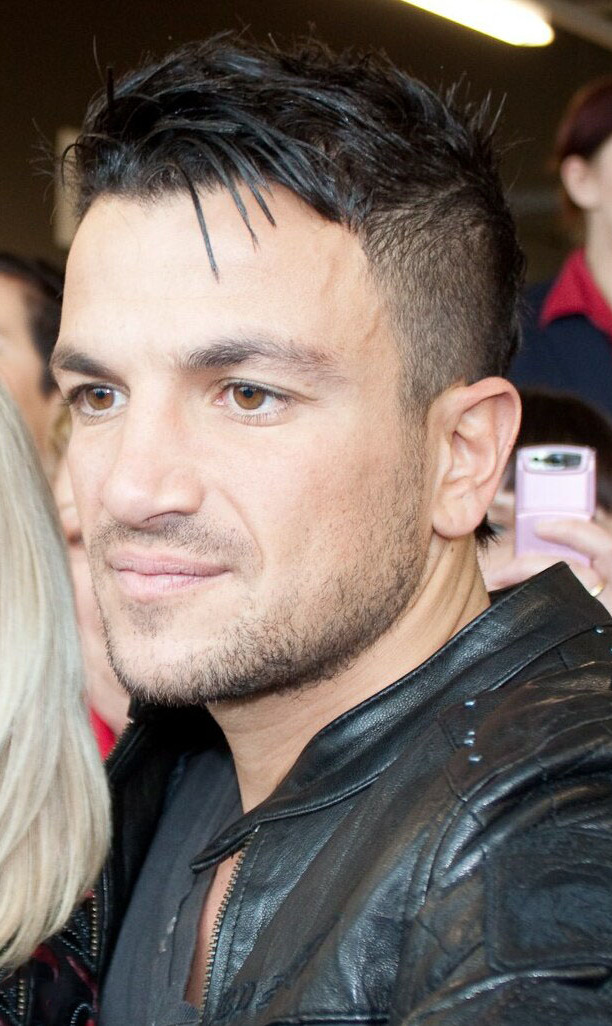
Peter Andre

Peter James Andrea  (n. 27 februarie 1973) este un cântăreț-compozitor australiano-englez, om de afaceri și vedetă de televiziune.
A lansat melodii ca  "Mysterious Girl " și "Flava".

## Discografie
- Peter Andre (1993)
- Natural (1996)
- Time (1997)
- The Long Road Back (2004)
- A Whole New World (2006)
- Revelation (2009)
- Unconditional: Love Songs (2010)
- Accelerate (2010)
- Angels & Demons' (2012).